# آيموس جويل الإبن
آيموس جويل الابن (بالإنجليزية: Amos E. Joel, Jr.) (و. 1918 – 2008 م) هو مهندس من الولايات المتحدة الأمريكية . ولد في فيلادلفيا (بنسيلفانيا) . وكان عضواً في جمعية مهندسي الكهرباء والإلكترونيات، والأكاديمية الأمريكية للفنون والعلوم .
توفي عن عمر يناهز 90 عاماً.

## التعليم
تعلم في معهد ماساتشوست للتكنولوجيا

## جوائز
حصل على جوائز منها:
- ميدالية الشرف لمعهد مهندسي الكهرباء والإلكترونيات [الإنجليزية]‏ (1992)
- ميدالية ألكسندر جراهام بيل من معهد مهندسي الكهرباء والإلكترونيات
- قلادة ستيوارت بلنتين
- قلادة العلوم الوطنية الأمريكية في مجال التكنولوجيا والإبتكار.